# Ranger (Texas)
Ranger è una città della contea di Eastland, Texas, Stati Uniti. Al censimento del 2010, la popolazione era di 2.468 abitanti.

## Geografia fisica
Secondo lo United States Census Bureau, ha un'area totale di 7,13 mi² (18,47 km²).

## Società

### Evoluzione demografica
Secondo il censimento del 2010, la popolazione era di 2.468 abitanti.

### Etnie e minoranze straniere
Secondo il censimento del 2010, la composizione etnica della città era formata dall'85,5% di bianchi, il 3,5% di afroamericani, l'1,2% di nativi americani, lo 0,2% di asiatici, lo 0,0% di oceanici, il 7,5% di altre razze, e il 2,1% di due o più etnie. Ispanici o latinos di qualunque razza erano il 16,6% della popolazione.